# Heart and Soul (brano musicale)
Heart and Soul è una canzone popolare. La musica è stata scritta da Hoagy Carmichael, le parole da Frank Loesser, fu pubblicata nel 1938. La versione originale del 1938 fu eseguita da Larry Clinton & his Orchestra con Bea Wain.
La melodia della canzone viene ripresa in chiave moderna nel singolo Play That Song del gruppo americano Train, uscito a fine 2016.

## Versioni registrate
- Marc Gunn
- Beegie Adair
- Bent Axen Trio
- Blue Barron
- Connee Boswell
- Al Bowlly
- Dave Brubeck
- Dorothy Carless
- Carole Carr
- Betty Carter
- Clayton-Hamilton Orchestra
- The Cleftones
- Larry Clinton (voce: Bea Wain)
- Dave Coz
- Floyd Cramer
- Diane and The Javelins
- The Dorsey Brothers
- Eddy Duchin e la sua orchestra
- Teddy Edwards
- Ella Fitzgerald
- The Four Aces
- Curtis Fuller
- Crystal Gayle
- Adam Green
- Heart And Soul
- Dick Hyman
- Tom Hanks e Robert Loggia
- The Incredibles
- Keith Ingham
- Milt Jackson
- Joni James
- Jan & Dean
- Prudence Johnson
- Hank Jones
- Jo Sullivan Loesser
- Joe Loss e la sua Orchestra (voce: Chick Henderson)
- Vera Lynn
- Johnny Maddox
- Kitty Margolis
- Dean Martin
- Matador All Stars
- Billy Mayerl
- Beckie Menzie
- The Modern Jazz Quartet
- Ella Mae Morse
- Tony Mottola
- Mark Murphy
- New Stanton Band
- NOFX
- Phillip Officer
- Leslie Orofino
- Beth Orton
- Paul Petersen
- Bud Powell
- Sue Raney
- Jan Savitt
- George Shearing
- The Spaniels
- Imelda Staunton
- Livingston Taylor
- Mel Tormé
- Si Zentner e la sua orchestra
- Rocky Sharpe and the Replays

## Nella cultura di massa
È stata usata per la colonna sonora di:
- Big, eseguita da Tom Hanks e da Robert Loggia saltando sul famoso pianoforte gigante "BIG Piano Dance Mat" del negozio di giocattoli FAO Schwarz di New York City
- Follia di mezzanotte
- Stuart Little - Un topolino in gamba eseguita da Hugh Laurie e Geena Davis
- Superman Returns
- Nel 20º episodio della serie TV, Lost
- Nella pubblicità televisiva dell'iPad mini
- Viene suonata al pianoforte dal Pinguino nell'episodio 16 della prima stagione di Gotham, "The Blind Fortune Teller"
- Viene cantata da Niles e Daphne in un episodio della sit-com Frasier, mentre cucinano assieme. La scena viene poi ripresa nell'episodio "Daphne Returns" dell'ottava stagione.
- Viene cantata da Stewie Griffin nell'episodio 16 della stagione 9 della serie Family Guy.
- Viene suonata al pianoforte da Chloe Decker (Lauren German) e Lucifer Morningstar (Tom Ellis) nell'episodio 9 della stagione 1 della serie TV Lucifer.